# Champigneul-Champagne
Champigneul-Champagne è un comune francese di 288 abitanti situato nel dipartimento della Marna nella regione del Grand Est.

## Società

### Evoluzione demografica
Abitanti censiti